# Leptostylis ampullacea
Leptostylis ampullacea är en kräftdjursart som först beskrevs av Liljeborg 1855.  Leptostylis ampullacea ingår i släktet Leptostylis och familjen Diastylidae. Arten är reproducerande i Sverige. Inga underarter finns listade i Catalogue of Life.

## Bildgalleri

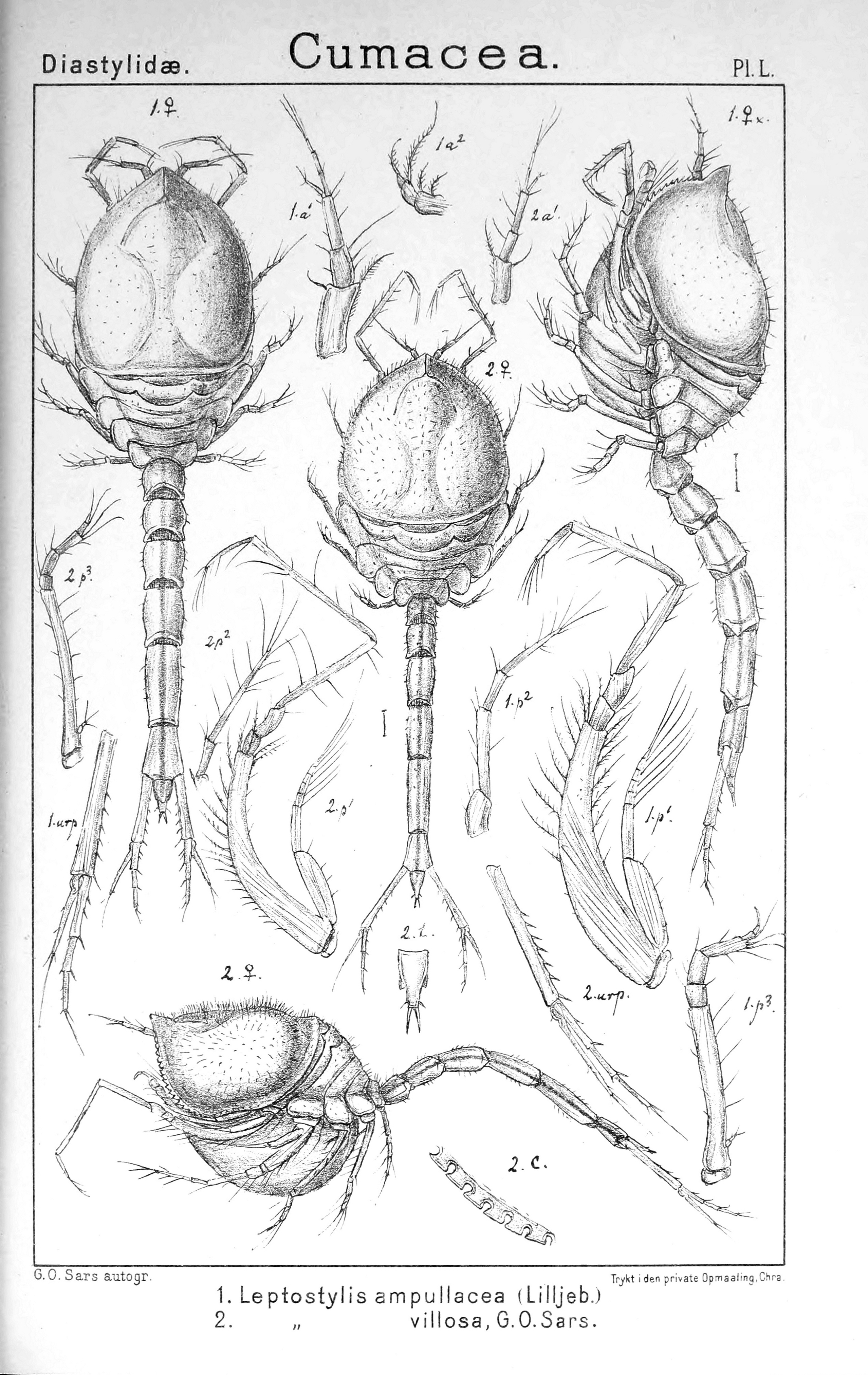